# عبقة سنانية
عبقة سنانية (الاسم العلمي:Osmanthus lanceolatus) هي نوع من النباتات تتبع جنس العبقة من الفصيلة الزيتونية.